# 澳大利亞郵政
澳大利亚邮政（英語：Australia Post）为澳大利亚及其海外领地提供邮政服务。“澳大利亚邮政”是其经营用名，由澳洲聯邦政府拥有、负责邮政服务的机构是澳大利亚邮政公司（原为澳大利亚邮政署）。

## 歷史

### 19世纪

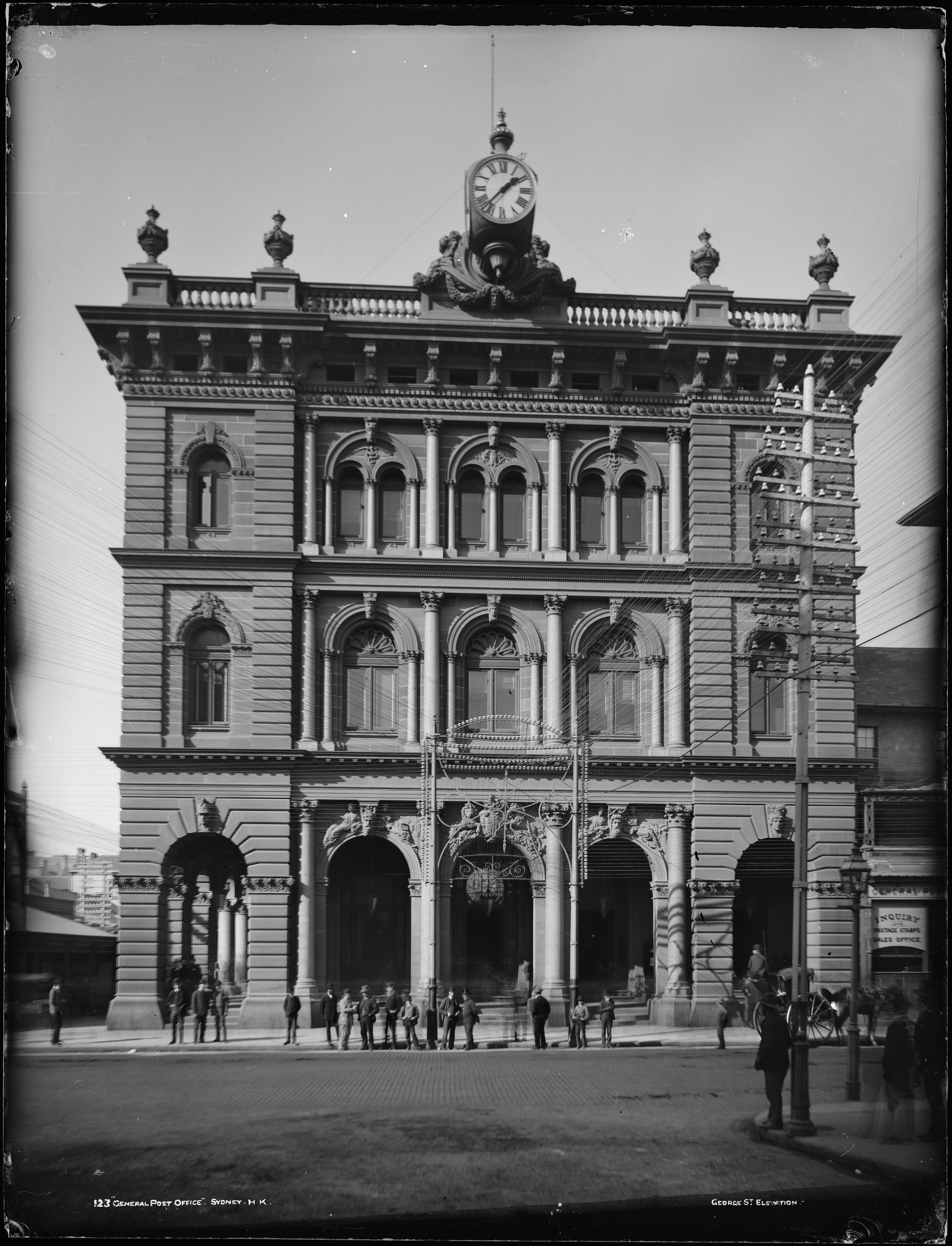
悉尼邮政总局（乔治街立面），约1900年

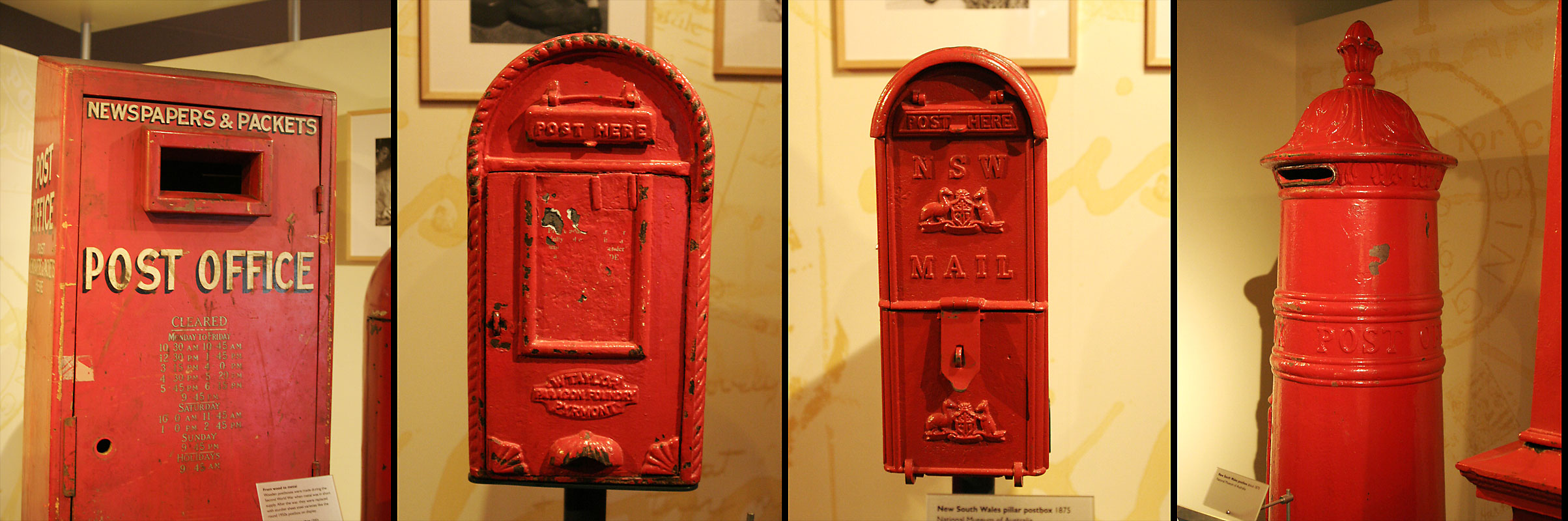
澳大利亚国立博物馆收藏的早期邮箱。

澳大利亚最早建立的殖民地——新南威尔士于1809年任命了第一个邮政局长：艾萨克·尼可斯是前流放犯，他的邮局就是他位于大街乔治街上的家。他的主要职责是接收抵埠船只运来的信件和包裹，这样等待邮件的民众就不用每次有船只到达码头就蜂拥到船上了。1825年新南威尔士立法会通过《邮政法令》，授权总督订立邮资，并在悉尼以外任命邮政局长。这部法律由此设立了澳大利亚第一个集中管理的邮政系统。
随着新南威尔士的各部建立分别的殖民地，各殖民地也组建了自主的邮政系统。1838年，悉尼和墨尔本之间开始内陆递信服务，同年新南威尔士邮政成为世界上第二个使用邮戳的邮政系统。1842年悉尼和墨尔本之间开通定期海路邮轮服务。1848年，新南威尔士率先改革邮政，开始使用邮票。1849年，各殖民地通过协商，建立了通用的邮政系统。
1856年，每月来往英国的邮轮开通。1891年，各殖民地分别加入了万国邮政联盟。

### 邮政总长部

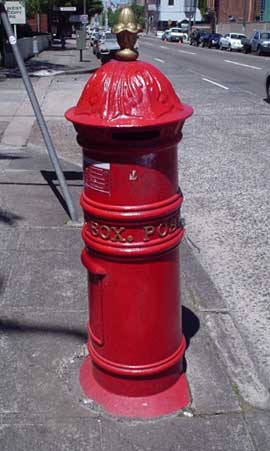
悉尼麻力胡老式邮筒。

1901年，在澳洲的各英属殖民地合并，澳大利亚联邦建立。《澳大利亚宪法》第51条第5项规定通讯（包括“邮政、电报、电话及其他类似服务”）归于联邦立法权。因此联邦政府在1901年3月1日设立总管邮电的邮政部（Postmaster-General's Department，或译“邮电部”、“邮政部”、“邮传部”等）。联邦成立伊始尚未设计自己的邮票，因此规定各原殖民地的邮票皆可全国通用。1913年联邦开始发行第一套全国邮票，但旧邮票继续使用直到1966年币制改革后，以磅（Pound）、先令（Shilling）、便士（Pence）为单位的所有邮票都停止使用。
除了邮政外，邮政总长部也负责电报和国内电话。1967年，邮政总长部制定现行的四位数全国邮政编码。同年，在悉尼邮政总局安装了世界第一座大型机械邮件分拣系统。

1975年，邮政总长部负责的事务单位分拆为负责邮政的澳大利亚邮政署，和负责电讯的澳大利亚电讯署（后来公司化并上市，现为Telstra公司）。邮政总长部与传媒部合并改组为邮政电讯部，1980年并入交通部。

### 邮政署和邮政公司

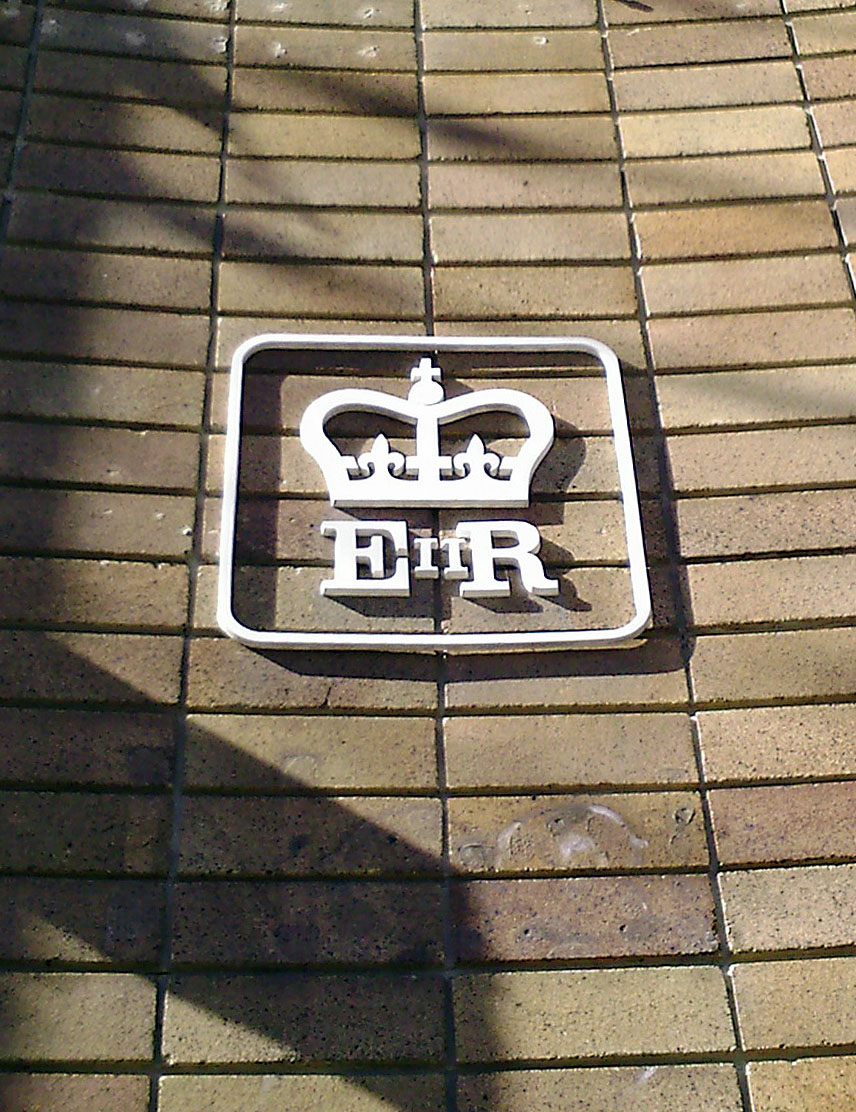
悉尼地区一家邮局墙上的”E II R“标志：根据皇家邮政的传统，澳大利亚邮政传统上也使用当朝君主的名号缩
写作为标志：“E II R”即“Elizabeth II Regina”（女皇伊丽莎白二世）。

澳大利亚邮政署最早开始使用“澳大利亚邮政”作为其经营用名，在一定程度上替代了皇家邮政使用当朝君主名号缩写作为标志的传统。1989年政府再次立法改革邮政，邮政署公司化并改组为国有企业制的澳大利亚邮政公司。2009年，澳大利亚邮政庆祝了澳大利亚邮政服务成立200周年。